# Mancjusz od św. Tomasza Shibata
Mancjusz od św. Tomasza Shibata (ur. ok. 1600 r. w Higo w Japonii; zm. 12 września 1622 r. w Omura) – błogosławiony Kościoła katolickiego, japoński dominikanin, męczennik.

## Życiorys
Niewiele wiadomo o jego rodzinie i wczesnych latach życia. Mancjusz Shibata prowadził intensywną pracę katechisty z ojcem Tomaszem de Zumárraga w rejonie Omura w 1617 r. Zostali razem aresztowani 23 lipca 1617 r. i uwięzieni w Suzuta. Będąc już w więzieniu został przyjęty do zakonu dominikanów jako nowicjusz wiosną 1621 r. i otrzymał imię Mancjusz od św. Tomasza. Razem z Tomaszem de Zumarraga, Apolinarym Franco Garcia, Dominikiem Magoshichi, Franciszkiem od św. Bonawentury oraz Pawłem od św. Klary został spalony żywcem 12 września 1622 r. w Omura.
Został beatyfikowany przez Piusa IX 7 lipca 1867 r. w grupie 205 męczenników japońskich.
Dniem jego wspomnienia jest 10 września (w grupie 205 męczenników japońskich).